# Repubblica Araba Unita ai Giochi della XVII Olimpiade
La Repubblica Araba Unita (Egitto e Siria) partecipò ai Giochi della XVII Olimpiade che si sono svolti a Roma dal 25 agosto all'11 settembre 1960, con una delegazione di 74 atleti impegnati in dodici discipline.
Fu la prima partecipazione della Repubblica Araba Unita ai Giochi olimpici anche se, singolarmente, l'Egitto era già stato presente a partire da Stoccolma 1912, mentre la Siria aveva partecipato alla sola edizione di Londra 1948. Il bottino della squadra fu di una medaglia d'argento e una di bronzo.
Avadis Nazarkoukian di Damasco fece parte della spedizione, ma non partecipò alle gare.

## Medagliere

### Per discipline
| Sport              | Oro | Argento | Bronzo | Totale |
| ------------------ | --- | ------- | ------ | ------ |
| Lotta greco-romana | 0   | 1       | 0      | 1      |
| Pugilato           | 0   | 0       | 1      | 1      |
| Totale             | 0   | 1       | 1      | 2      |

### Medaglie
| Medaglia | Atleta                | Sport              | Evento     |
| -------- | --------------------- | ------------------ | ---------- |
| Argento  | Osman El-Sayed        | Lotta greco-romana | Pesi mosca |
| Bronzo   | Abdel Moneim El-Gindy | Pugilato           | Pesi mosca |

## Risultati

### Calcio
| Atleta | Classifica |                             |
| --- | --- | --------------------------- |
| V · D · M Nazionale olimpica della Repubblica Araba Unita · Calcio ai Giochi Olimpici Estivi 1960 P Heikal · P Khorshid · D Badawi · D El-Esnawi · D El-Hamouli · D Hussain · D Rifai · C Abdelfattah · C El-Fanagili · C Kotb · C S. Selim · A Attia · A El-Gohary · A El-Sherbini · A Hussein · A Noshi · A Nosseir · A A. Selim · CT : Titkos | 13° |                             |
| Nazionale olimpica della Repubblica Araba Unita · Calcio ai Giochi Olimpici Estivi 1960 | |                             |
| P Heikal · P Khorshid · D Badawi · D El-Esnawi · D El-Hamouli · D Hussain · D Rifai · C Abdelfattah · C El-Fanagili · C Kotb · C S. Selim · A Attia · A El-Gohary · A El-Sherbini · A Hussein · A Noshi · A Nosseir · A A. Selim · CT: Titkos | P Heikal · P Khorshid · D Badawi · D El-Esnawi · D El-Hamouli · D Hussain · D Rifai · C Abdelfattah · C El-Fanagili · C Kotb · C S. Selim · A Attia · A El-Gohary · A El-Sherbini · A Hussein · A Noshi · A Nosseir · A A. Selim · CT: Titkos | Rep. Araba Unita (bandiera) |

### Pallanuoto
| Atleta | Classifica                                                                                                  |                             |
| --- | --- | --------------------------- |
| V · D · M Nazionale maschile della Repubblica Araba Unita di pallanuoto · Giochi olimpici - Roma 1960 Khalifa · Amin · Rahman · Azmi · Bakri · El-Gamal · El-Nazer · El-Said · El-Shafei · Hafiz · Younes · CT : - | 13° |                             |
| Nazionale maschile della Repubblica Araba Unita di pallanuoto · Giochi olimpici - Roma 1960 | |                             |
| Khalifa · Amin · Rahman · Azmi · Bakri · El-Gamal · El-Nazer · El-Said · El-Shafei · Hafiz · Younes · CT: - | Khalifa · Amin · Rahman · Azmi · Bakri · El-Gamal · El-Nazer · El-Said · El-Shafei · Hafiz · Younes · CT: - | Rep. Araba Unita (bandiera) |